# Danaea erecta
Danaea erecta là một loài dương xỉ trong họ Marattiaceae. Loài này được Tuomisto & R.C. Moran mô tả khoa học đầu tiên năm 2001.